# Breuer lokomotor

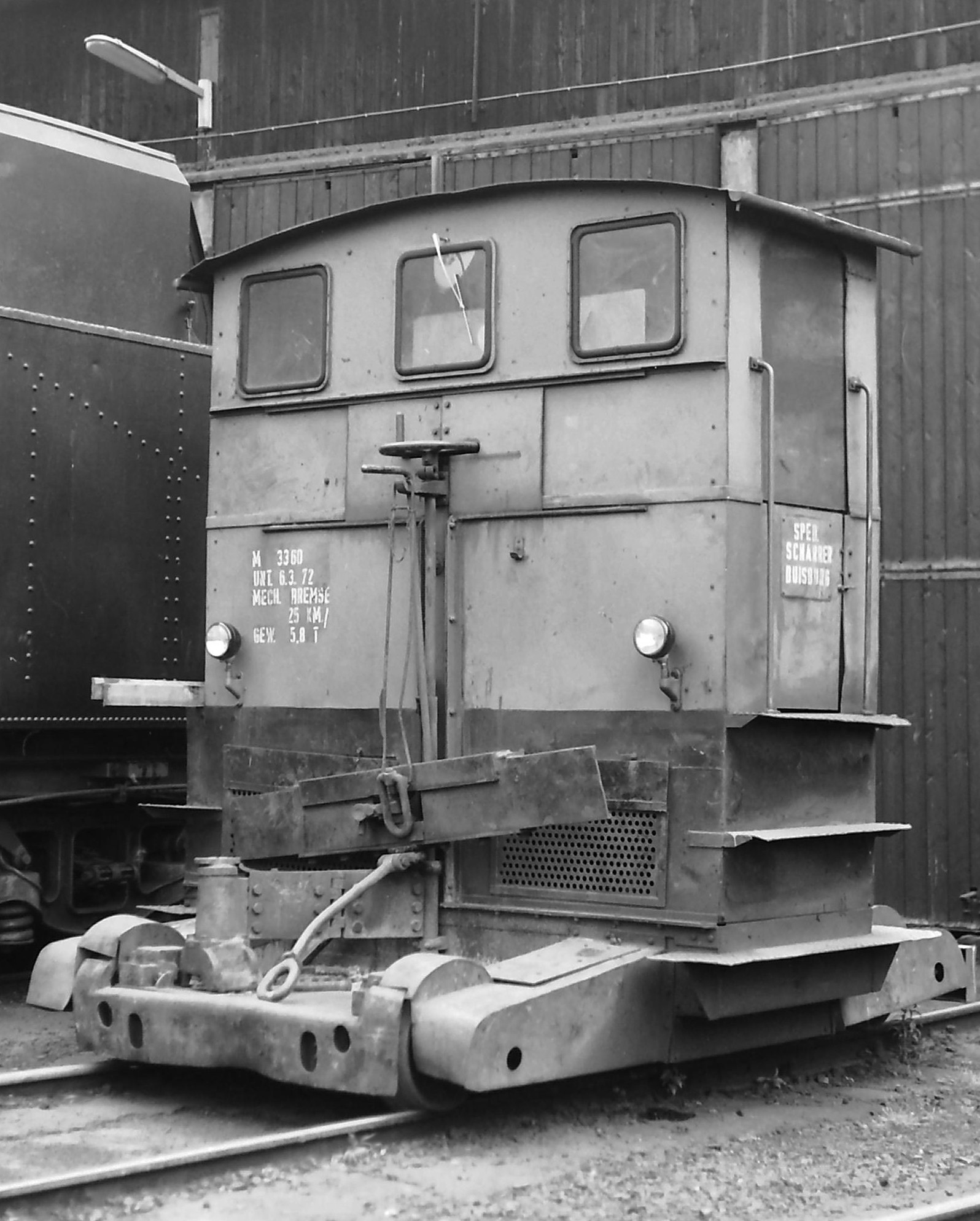
Breuer Lokomotor (TZp V/VL)

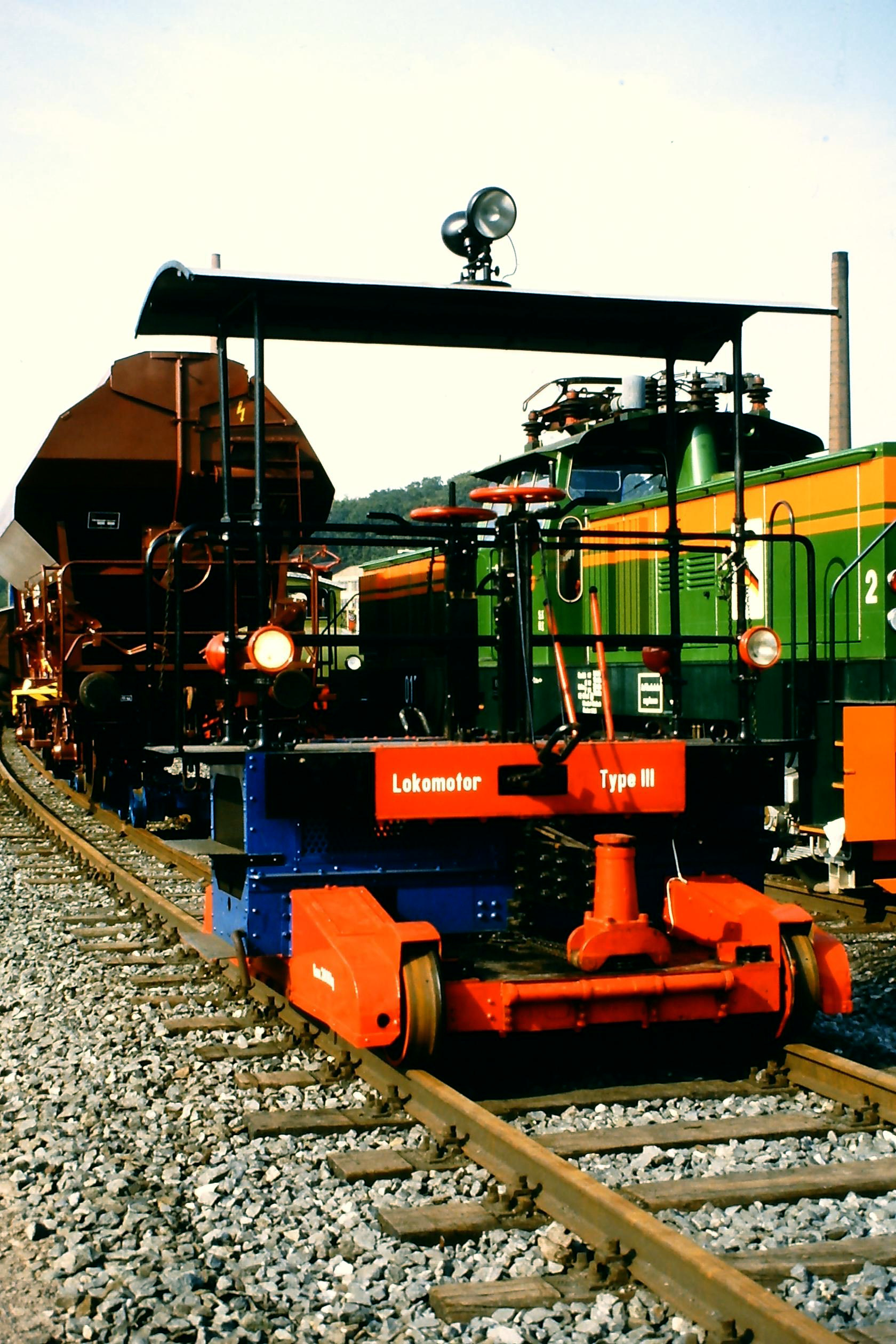
A nyitott szekrényű III-as típus egyik példánya 1985-ben Bochum-Dahlhausen vasútállomáson

A Breuer lokomotorjából, azaz kocsivontatójából néhány akadt Magyarországon, ezek közül a leghíresebb a Győr–Sopron–Ebenfurti Vasút Csornai állomásán szolgáló tolatómozdony. Ezen kívül a Szeged-Csanádi Vasútnak T 1 aztán T 2 végül M 175.5001 egy mozdonya. Az Egercsehi Szénbányák és Portlandcement Rt. Kb 1 és Kb 2 pályaszámú III.-as típusú lokomotort használt, a Rimamurányi Vasmű Egyesületnek egy III. típusú gépe volt. És még két gépet szállítottak az országba, de nem tudni, hova.

## Története
A Csorna állomáshoz csatlakozó két Magyar Királyi Államvasutak kezelésű vasútvonal miatt az 1920-as évek végén nagyon megnőtt a teherforgalom, ezért a GYSEV-nek új tolatómozdonyra volt szüksége. A választás a Szeged-Csanád Vasút és a Csehszlovák Államvasutak tulajdonában már bizonyított Maschinen und Armaturenfabrik vorm. H. Breuer & Co. nevű Frankfurt am Main-i székhelyű gyártó III. típusára esett. A vételi ajánlat száma 3102/1929 volt. A gép 13 500 német birodalmi márka volt. A mozdonyt 1929 szilvesztere előtti nap indította el a gyár, és 1930. január 10-én érkezett meg. A vasút Vulkapordány vasútállomásra is szeretett volna egy lokomotort, ha az első beválik. A kezelő személyzetet a Szeged-Csanád Vasút egyik lokomotor vezetője tanította be. A benzinmotort a Vacuum Oil Company csornai telepéről látták el benzinnel. A mozdonyt tárolására egy csonkavágányt és annak végére egy fabódét építettek, amelyek összesen 6600 pengőbe kerültek. A költségen fele-fele részben osztozott a GYSEV és a MÁV. A lokomotor használatán és a költségein is osztozott a két vasúttársaság
A GYSEV további példányok beszerzésén gondolkodott, de nem lett ezekből a tervekből semmi.
A mozdony túlélte a második világháborút.
A műszaki állapota a karbantartások hiánya miatt nagyon leromlott, ezért 1948-ban főjavítást végeztek rajta. A mozdony azonban hamarosan újra üzemképtelen lett motorhiba miatt. A helyzetet megelégelve a GYSEV meg kívánt tőle szabadulni. Ezután a Tatabányai Cement és Mészmű vette bérbe, onnan Selyp vasútállomásra, majd újra Tatabányára került 1951-ben. Ez az utolsó ismert előfordulása.

## Műszaki adatok
A lokomotorokból ötféle változatot gyártottak:
| Típus | Hossz   | Szélesség | Magasság | Szolgálati tömeg | Névleges teljesítmény | Maximális vonóerő | Maximális sebesség |
| ----- | ------- | --------- | -------- | ---------------- | --------------------- | ----------------- | ------------------ |
| I.    | 1900 mm | 1520 mm   | 500 mm   | 1800 kg          | 10 LE                 | 80 t              | 5–15 km/h          |
| II.   | 2140 mm | 2180 mm   | 1440 mm  | 2400 kg          | 28 LE                 | 230 t             | 3–15 km/h          |
| III.  | 2870 mm | 2900 mm   | 2315 mm  | 3800 kg          | 40 LE                 | 350 t             | 3–15 km/h          |
| IV.   | 3080 mm | 3000 mm   | 3230 mm  | 5200 kg          | 65 LE                 | 420 t             | 3–25 km/h          |
| V.    | 3360 mm | 3000 mm   | 3384 mm  | 5800 kg          | 80 LE                 | 500 t             | 3–25 km/h          |

A mozdony nem rendelkezett ütközőkkel, hanem pontosan egy méter magasságban elhelyezett mellgerendák segítségével tolta a maximálisan négy megrakott kocsit. A kocsikkal való össze- és szétkapcsolódás nem igényelt kocsirendezőt. A vezetőfülkéből mindkét irányba kinyúló rudazat segítségével a vezető a fülkéből is képes volt ezt elvégezni.